# Фань Є
Фань Є (范晔, 398 — 445) — китайський державний діяч, історик часів династії Лю Сун.

## Життєпис
Народився у 398 році у м. Шунья у сучасній провінції Хенань. Виходець із родини Фан Тая, імперського високопосадовця. Знаходився у почтах принців крові правлячого дому династії Лю Сун. У 445 році був звинувачений в змовницькій діяльності та страчений.

## Творчість

### Історик
Автор «Історії Пізньої Хань» («Хоу ханьшу») — одного із найзначніших історичних пам'яток епохи Лю-чао («Шісти династій», III—VI ст.), що увійшла до числа 24 офіційних династичних історій Китаю.

### Філософ
У філософії виступав на підтримку лідерів антибуддистської пропаганди Хуей-юаня і Хе Чентяня. Послідовний противник ідеї «незнищенності духу» (шень буме). Збереглися відомості, що він мав намір створити трактат «І гуй лунь» («Розмірковування про відсутність духу-гуй») для теоретичного обґрунтування положення про зникнення «духу» (шень) після фізичної смерті людини.